# 大主命
大主命（おおぬしのみこと、生没年不詳）は、『粟鹿大明神元記』に記された古墳時代の豪族。

## 概要
石見国大市郡（邑智郡？）の神直（みわのあたい）、美作国大庭郡神直、品治部・葦浦君らの先祖であるかとされている。